# Villeneuve-Saint-Denis
Villeneuve-Saint-Denis is een gemeente in het Franse departement Seine-et-Marne (regio Île-de-France) en telt 670 inwoners (1999). De plaats maakt deel uit van het arrondissement Provins.

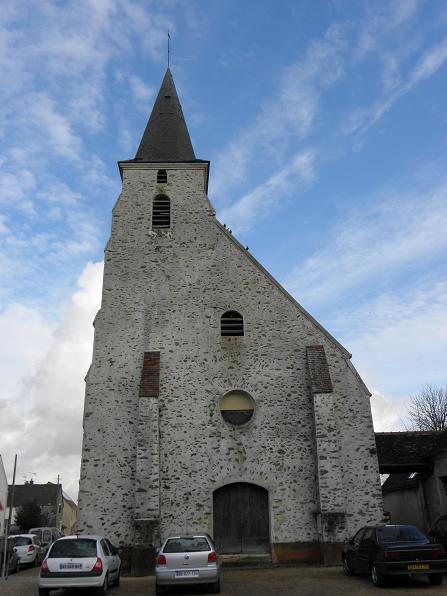
Kerk in Villeneuve-Saint-Denis
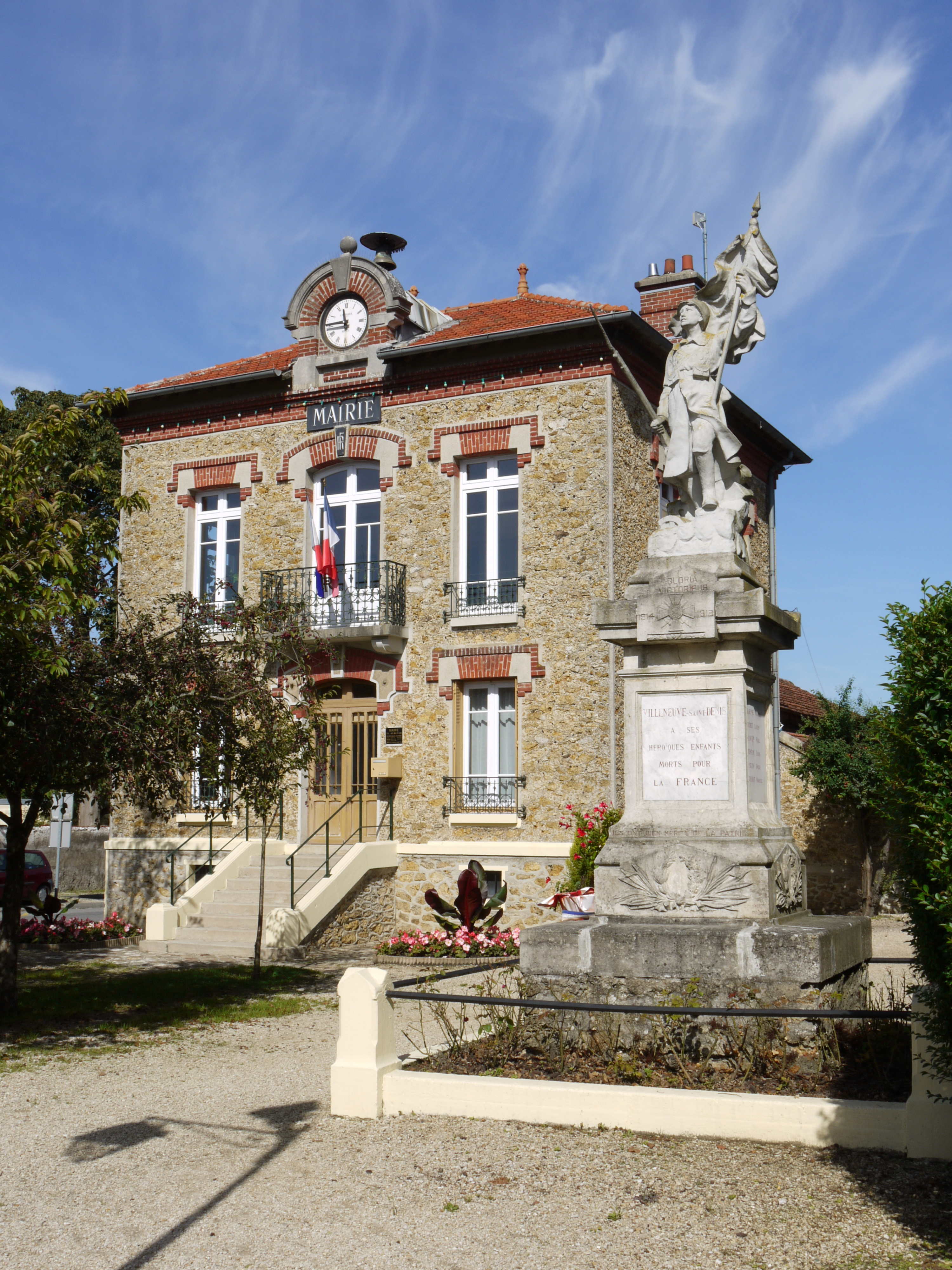
Gemeentehuis

## Geografie
De oppervlakte van Villeneuve-Saint-Denis bedraagt 7,4 km², de bevolkingsdichtheid is 90,5 inwoners per km².
De onderstaande kaart toont de ligging van Villeneuve-Saint-Denis met de belangrijkste infrastructuur en aangrenzende gemeenten.

## Demografie
Onderstaande figuur toont het verloop van het inwonertal (bron: INSEE-tellingen).